# Eisenkalkstein
Als Eisenkalkstein bezeichnete man Kalksteinablagerungen mit mineralischen Anteilen verschiedener Eisenverbindungen über 15 Prozent. Es handelt sich um einen wissenschaftshistorischen Oberbegriff aus der Sedimentologie für ein sedimentäres Fe-Gestein.

## Beschreibung
Der heute übliche Terminus ist Eisensteine. Im Fall von Eisenkalksteinen spricht man nach modernen Auffassungen von phanerozoischen Eisensteinen. In Hinsicht auf ein Erscheinungsbild hat sich der Begriff Oolithischer Eisenstein durchgesetzt.
Die früher als Eisenkalksteine bezeichneten Sedimente können als dichte, poröse bzw. bioklastisch oder oolitische Fazies auftreten. Sie entstanden meist in küstennahen Meeresbereichen innerhalb verschiedener geologischer Zeitabschnitte. Typisch sind das Ordovizium, Silur, Jura, die Kreide und das Eozän.
Zu den typprägenden Eisenmineralen gehören Hämatit und Chamosit in paläozoischen Sedimenten, Goethit und Berthierit in mesozoischen Schichten, seltener Magnetit, Siderit und Glaukonit. Der hohe Gehalt an Eisenmineralen gibt den Gesteinen vorwiegend eine dunkelbeige bis braune Färbung.
Gesteine dieser Ausbildung kommen im europäischen Raum in Deutschland (Breisgau, Harz, Württemberg), Frankreich, England (Isle of Wight, Northamptonshire), vorwiegend in jurassischen Ablagerungen vor. In Südamerika existieren Lagerstätten in Nordwestargentinien (Quebrada Ancha).